# Tsinilla lineana
Tsinilla lineana är en fjärilsart som beskrevs av Fernald 1901. Tsinilla lineana ingår i släktet Tsinilla och familjen vecklare. Inga underarter finns listade i Catalogue of Life.